# Velké náměstí čp. 42 (Prachatice)
Velké náměstí čp. 42 je renesanční měšťanský dům z počátku 17. století na východní straně Velkého náměstí v Prachaticích. Dům je též známý pod názvem U Černého medvěda, podle historického hostince zde provozovaného. Dům má jednoduché průčelí ve stylu klasické italské renesance se symetricky umístěným vstupním bosovaným portálem a plastickými okenními šambránami. V domě se narodil Gottfried Bylansky von Bylan, poslední opat kláštera ve Zlaté Koruně. Dům je součástí městské památkové rezervace Prachatice. Od 3. května 1958 chráněná kulturní památka.

## Popis domu

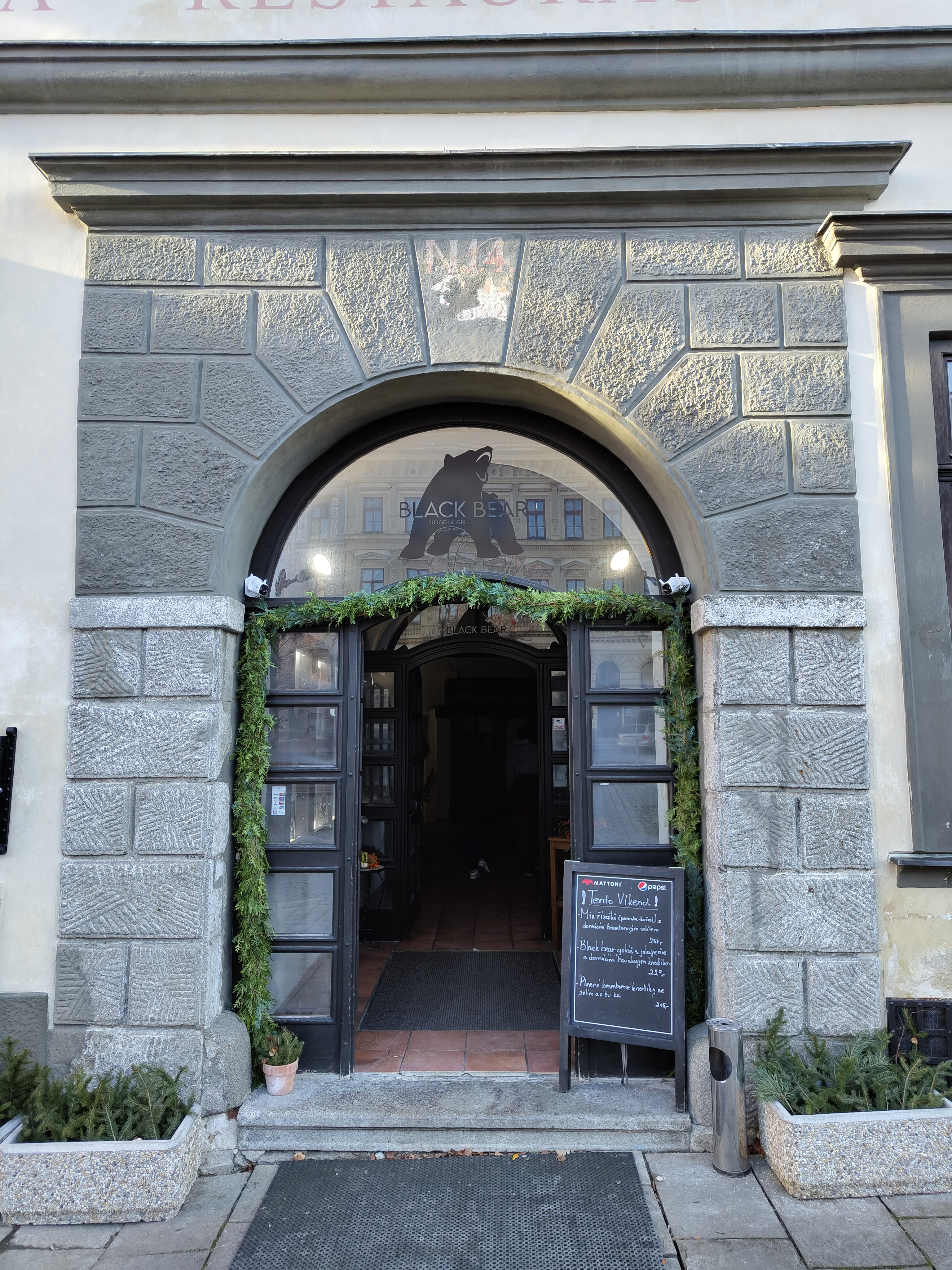
Velké náměstí čp. 42, bosovaný vstupní portál domu

Jednopatrový řadový dům na dvojici spojených gotických parcel. Průčelí do náměstí je pětiosé, ve středu je renesanční štukový bosovaný obdélný portál s půlkruhově zaklenutým vjezdem a nadpražní římsou. Lehce asymetrické osazení portálu je dáno původní gotickou nosnou stěnou, příčnou k průčelí, vlevo při vstupu do síně. První patro odděluje profilovaná kordonová římsa, fasádu ukončuje korunní římsa. Dům na nárožích lemuje tmavě šedá, ve štuku provedená, bosáž. Okna jsou dřevěná, dvojitá, členěná do osmi tabulek, lemovaná šedými štukovými šambránami a nadpražními profilovanými římsami. Okenní ostění mají zachovány trny pro osazení okenic. Dispozice hlavní budovy je hloubkový trojtrakt, na který navazují jednotraktová hloubkově orientovaná křídla. Hlavní síň v přízemí je zaklenuta renesanční neckovou klenbou s lunetami. Ve vstupní síni je na stěně vlevo odkryta a analyticky prezentována část gotické geometrické, barevně pestré, dekorativní výmalby z 15. století. Prostor restaurace vlevo je zaklenut vysokou renesanční neckovou a nižší valenou klenbou. Klenby střední části severního traktu jsou gotické. Pod hlavní budovou jsou dvouúrovňové rozsáhlé klenuté sklepy, první patro sklepů je gotické, druhé patro pod ním bylo vybudováno v renesanci. Střecha domu sedlová s valbovými vikýřky. Z období renesance pochází rozvržení fasády včetně vstupního portálu. Areál zahrnuje přední dům, severní a jižní dvorní křídla a  dvorek. V minulosti zahrnoval i dnešní čp. 111 v Křišťanově ulici, prostupoval tedy celým blokem domů mezi Velkým náměstím a zmíněnou ulicí s hlavním průčelím do náměstí.

## Historie domu
Dům vznikl pravděpodobně někdy po polovině 15. století jako součást výstavby nového bloku domů na východní straně původně mnohem většího náměstí, které se tím zmenšilo téměř na polovinu Z druhé poloviny 15. století pochází geometrická dekorativní výmalba ve vstupní síni. Původně dva gotické domy byly, pravděpodobně po požáru města v roce 1501, spojeny v jeden objekt, přestavěny ve stylu pozdní gotiky a ukončeny dvěma stupňovitými, horizontálně členěnými, štíty s cimbuřím. Na samém začátku 17. století (určitě však před dobytím města v roce 1620, tedy ve stejné době jako sousední dům č.p. 43) došlo k zásadní renesanční přestavbě domu. Na vyobrazení domu na obraze Jidřicha de Verle z roku 1670 má dům již obloučkovou atiku s vrcholovými čučky ve stylu Scuoly Grande di San Marco v Benátkách, se dvěma středovými úžlabími mezi čtyřmi pultovými střechami se dvěma otvory ve fasádě do náměstí pro střešní žlab (tento typ atiky byl jednotný na téměř celé východní frontě náměstí). Při této přestavbě byla kompletně změněna dispozice objektu hlavního traktu do náměstí a byla provedena současná fasáda ve stylu klasické italské renesance. Přestavbu vedli pravděpodobně vlašští stavitelé. Původní křídlo do Křišťanovi ulice, hospodářský trakt domu, od 19. století samostatné č.p. 111 (dříve 44), má na obraze Jidřicha de Verle atiku s cimbuřím a dva vchody. Toto hospodářské křídlo bylo, jako celá západní zástavba Křišťanovi ulice (ale i severní zástavba Dlouhé a východní zástavba Horní a Neumannovi ulice), sladovnou, kterou měla většina domů ve městě. Slad nesloužil pouze k lokální výrobě piva, ale byl v Prachaticích především jednou z hlavních komodit, kterou se platilo za dováženou sůl do Čech z Pasova. Tyto hospodářské trakty tak tvořili souvislé strany uliční zástavby a na rozdíl od hlavních domů nebyly výrazně zdobeny (západní strana Křišťanovi ulice je dobře vidět na obraze Jidřicha de Verle).

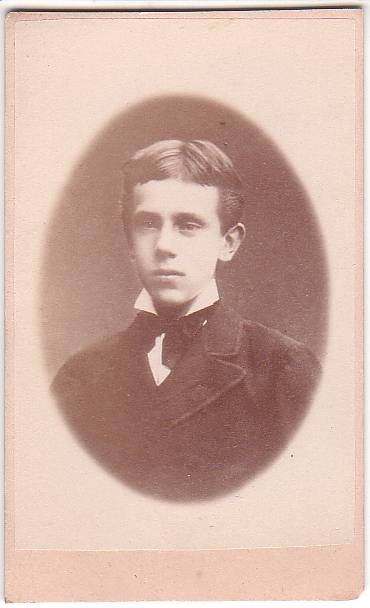
Korunní princ Rudolf okolo roku 1870

Podle Soupisu handlovníků se solí z roku 1570 byl vlastníkem domu v tomto roce Matěj Niadluovl V roce 1585 je jako vlastník domu v soupisu obyvatel města uváděn Jan Hiers V roce 1724 byl vlastníkem domu Johann Karl Bylanský. V roce 1832, při velkém požáru města, dům vyhořel. V rámci nařízeného protipožárního opatření krajského úřadu v Písku bylo sneseno celé atikové patro s obloučkovou atikou a změněn způsob zastřešení domu do dnešní podoby, tedy na střechu sedlovou, podélnou s průčelím. Renesanční fasáda domu nebyla nikdy překryta novou omítkou, zůstala tak v původní renesanční podobě. V průběhu doby však došlo k posunu barevnosti portálu a okenních šambrán, kdy původní tmavě šedá barva se postupně posunula přes světle šedou až ke světle modré. V roce 2004 byl zpracován restaurátorský průzkum, za zákaldě kterého se domu vrátila původní jednoduchá šedo-bílá barevnost.
V domě byl historicky provozován hostinec. Název hostince poukazuje na možnou dobu vzniku již v 16. století. S hostincem v domě je spojována i pověst, že v hostinci nocoval Rudolf II. Jeden Rudolf z rodu Habsburků se v hostinci ale určitě ubytoval, byl jím korunní princ Rudolf, při své návštěvě města ve dnech 16. a 17. července 1871 (v doprovodu svého vychovatele, hraběte Latour von Thurmburg). V této době byl majitelem domu Karel Wimberský. Po této návštěvě byl hotel přejmenován na hotel „U korunního prince Rudolfa“. Po roce 1918 se vrátil hotelu starší název U Černého medvěda.
V domě se narodil dne 27. března 1724 Gottfried Bylansky von Bylan, poslední opat kláštera ve Zlaté Koruně.